# The Prophecy 23
The Prophecy 23 ist eine deutsche Thrash-Metal-Band, die 2002 gegründet wurde.

## Geschichte
Im Jahre 2005 erschien die erste Demo-CD No Future for the Dead, die zunächst von der Band selbst produziert und vertrieben wurde, mittlerweile aber nicht mehr erhältlich ist. 
Nach dem Ausstieg der Gründungsmitglieder Sven Piepenburg und Phileas Hohlweck und dem kurzzeitigen Einstieg von Daniel Schwarz, orientierte sich die Band im Jahre 2006 stilistisch um und spielt seitdem eine Mischung aus Thrash und Death Metal. Durch den Einstieg von Tobias Scheid am E-Bass und Gesang im Oktober 2006 war die Wandlung abgeschlossen; Lieder der ersten Demo-CD werden kaum noch live gespielt.
Im Jahr 2008 veröffentlichte die Band die EP Immortal Attitude, die durch den Verkauf im Eigenvertrieb publiziert wurde. Es folgten Konzerte in Deutschland und dem benachbarten Ausland mit Bands wie Die Apokalyptischen Reiter, Disbelief, Brainstorm, Fleshcrawl, Debauchery, Axxis, Death Before Dishonor, Dark Age u. a.
Anfang 2010 unterzeichnete The Prophecy 23 einen weltweiten Plattenvertrag mit Massacre Records und veröffentlichte daraufhin am 16. Juli 2010 das erste offizielle Album … To the Pit.
Aufgrund positiver Resonanz in der Fachpresse wurde die Band neben Konzerten im In- und Ausland auch für das Wacken Open Air 2011 bestätigt.
Ende 2011 wurde bekannt, dass Bassist Tobias Scheid die Band aus persönlichen Gründen verlassen wird.
Neuer Ersatz für ihn wurde schnell gefunden. Mario Macaroni übernahm für Tobias Scheid den Bass-Part und Philipp Heckel, Sänger der Band New Born Hate, die Death-Vocals.
Bereits Mitte 2012 musste Mario Macaroni die Band aufgrund eines Wohnortwechsels wieder verlassen. Seitdem spielt Phil Butcher (Time Will Prove, ex. Darrell Bones) die elektrische Bassgitarre. 
Das zweite Album Green Machine Laser Beam stieg auf Platz 18 der deutschen EMP Top 100 Album Charts ein.
Es folgten zahlreiche Konzerte und eine Headliner Europa-Tour 2018.
Im Jahr 2020 erreicht die Band ihren bis dato größten kommerziell Erfolg und steigt mit dem Album 'Fresh Metal' die offiziellen Deutschen Album Charts auf Platz #67 ein. Das Album wird von Presse und Fans gleichermaßen gefeiert. 
The Prophecy 23 wird für das Summer Breeze Open Air 2020 in Dinkelsbühl bestätigt.

## … To the Pit
Das Album …To the Pit wurde im Frühjahr 2010 zusammen mit den Produzenten Dick S. Chopper und Nils Lesser in den Big Fat Studios Deutschland aufgenommen und erschien am 16. Juli 2010 bei Massacre Records. Das Plattencover wurde von Marvin Clifford gezeichnet, der durch den Comic bzw. das Online-Rollenspiel Shakes und Fidges und diverse Illustrationen u. a. für das MAD-Magazin oder PC Games bekannt geworden war. Das Album enthält 13 Titel, mit einer Gesamtspielzeit von ca. 46 Min. Zu dem Titellied From the Basement to the Pit erschien im Mai 2010 ein offizielles Video.

## Green Machine Laser Beam
Am 28. Dezember 2011 gab The Prophecy 23 über ihre Facebook-Seite bekannt, dass sie im Januar/Februar des kommenden Jahres ihr zweites Studioalbum bei Kristian Kohlmannslehner im Kohlekeller Studio aufnehmen werden. Das neue Album ist am 29. Juni 2012 bei Massacre Records erschienen. Es enthält 16 Titel mit einer Gesamtspielzeit von rund 46 Minuten. Cover und Artwork wurden wieder von Marvin Clifford gezeichnet. Das Album konnte auf Platz 18 der deutschen EMP Top 100 Album Charts einsteigen.
In der internationalen Presse stieß das Album auf gutes Feedback.
Im Erscheinungsjahr 2012 tourte die Band durch Festivals und Clubs in Deutschland (u. a. mit Municipal Waste) dabei entstanden drei Videos zu den Songs Princess of Gorleben, We Are the Pit Police und No Beer – What a Mess.

## Untrue Like A Boss
Im Jahr 2014 erscheint das Album "Untrue Like A Boss", das wie die Vorgänger über Massacre Records weltweit veröffentlicht wird. Es folgen zahlreiche Konzerte in Europa und die erste Headliner-Tour.

## Fresh Metal
Das 2020 erscheinende Album ist das kommerziell erfolgreichste und konnte in die Offiziellen Deutschen Album Charts auf Platz 67 einsteigen. Eine geplante 4-wöchige Europa-Tour zur Promotion des Albums wird aufgrund der anhaltenden Corona-Krise abgesagt.

## Stil
Stilistisch ist The Prophecy 23 generell in die Spielart des härteren Heavy Metals einzuordnen. Es sind Einflüsse aus verschiedenen Arten des Metals hörbar. So basieren viele Stücke auf der Vermischung von schnellen Thrash Metal mit langsameren, groovigen, teils stampfenden Passagen, wie sie auch im Death-Metal-Bereich zu hören sind. Vereinzelt lassen sich auch Inspirationen aus Hardcore, Moshcore sowie anderen stilistischen Vorläufern des Thrash Metals finden, wobei in den Titeln Surf Nazis Must Die und We Are the Pit Police mit Surf-Rock und Blues auch dem Metal fremde Einflüsse zu hören sind. 
Die Texte der Band orientieren sich an der typischen pazifistischen Thrash-Metal-Thematik und handeln vom aktuellen Weltgeschehen und Erlebnissen, die die Band offensichtlich beeinflusst haben. Auffallend sind aber auch die durchweg humorvollen und untypischen Texte in Liedern wie A Backpack Full of Fleshsnacks, Surf Nazis Must Die, B.T.M. (Brutal Thrash Maniacs), Ice Road Trucker vs. the Sun, Wake Me Up for Lunch, No Beer – What a Mess oder Princess of Gorleben.
2020 bezeichnet die Band ihren Musikstil als "Fresh Metal", einer Mischung aus Thrash Metal, Death Metal und Punk-Rock.

## Diskografie
- 2005: No Future for the Dead (Eigenproduktion)
- 2008: Immortal Attitude (EP, Eigenproduktion)
- 2008: Immortal Attitude auf Baden Metal Vol. I (Kompilation)
- 2010: … To the Pit (Massacre Records)
- 2012: Green Machine Laser Beam (Massacre Records)
- 2014: Untrue Like a Boss (Massacre Records)
- 2017: Live Mosh Action (Massacre Records)
- 2020: Fresh Metal (Massacre Records)